# Бенедикт, Самнер
Чарльз Самнер Бенедикт (англ. Charles Sumner Benedict; 5 мая 1867, Барлоу, Огайо — 22 ноября 1952, Галлиполис) — американский стрелок, чемпион летних Олимпийских игр, капитан.
Бенедикт принял участие в летних Олимпийских играх в Лондоне в двух дисциплинах. Он стал чемпионом в стрельбе из армейской винтовки среди команд и разделил 13-е место в стрельбе из винтовки на 1000 ярдов.